# Cecilia Colledge
Magdalena Cecilia Colledge (ur. 28 listopada 1920 w Londynie, zm. 12 kwietnia 2008 w Cambridge) – brytyjska łyżwiarka figurowa, startująca w konkurencji solistek. Wicemistrzyni olimpijska z Garmisch-Partenkirchen (1936) i uczestniczka igrzysk olimpijskich (1932), mistrzyni (1937) i dwukrotna wicemistrzyni świata (1935, 1938), trzykrotna mistrzyni Europy (1937, 1938, 1939) oraz 6-krotna mistrzyni Wielkiej Brytanii (1935–1939, 1946). 
W 1936 roku została pierwszą kobietą, która wykonała na zawodach międzynarodowych (mistrzostwa Europy 1936) podwójny skok łyżwiarski, wykonując podwójnego salchowa. Jej nazwiskiem, jako Colledge nazywany jest one-foot axel, czyli skok z 1,5 obrotu, z wejściem jak do klasycznego axla lądowany na wewnętrznej krawędzi stopy startowej do tyłu – lewa stopa dla skoku w lewo. 
Colledge jest również wymieniana jako wynalazczyni piruetu waga z trzymaniem nogi (ang. Catch-foot camel spin) znany też jako half-Biellmann. Piruet został nazwany nazwiskiem Denise Biellmann, ale to Colledge była pierwszą łyżwiarką, która wykonywała piruet odchylany (ang. Layback spin, kiedyś znany jako Backbend) z przejściem do pozycji half-Biellmann (trzymanie jedną ręką płozy łyżwy nad głową uniesionej do góry nogi).

## Biografia

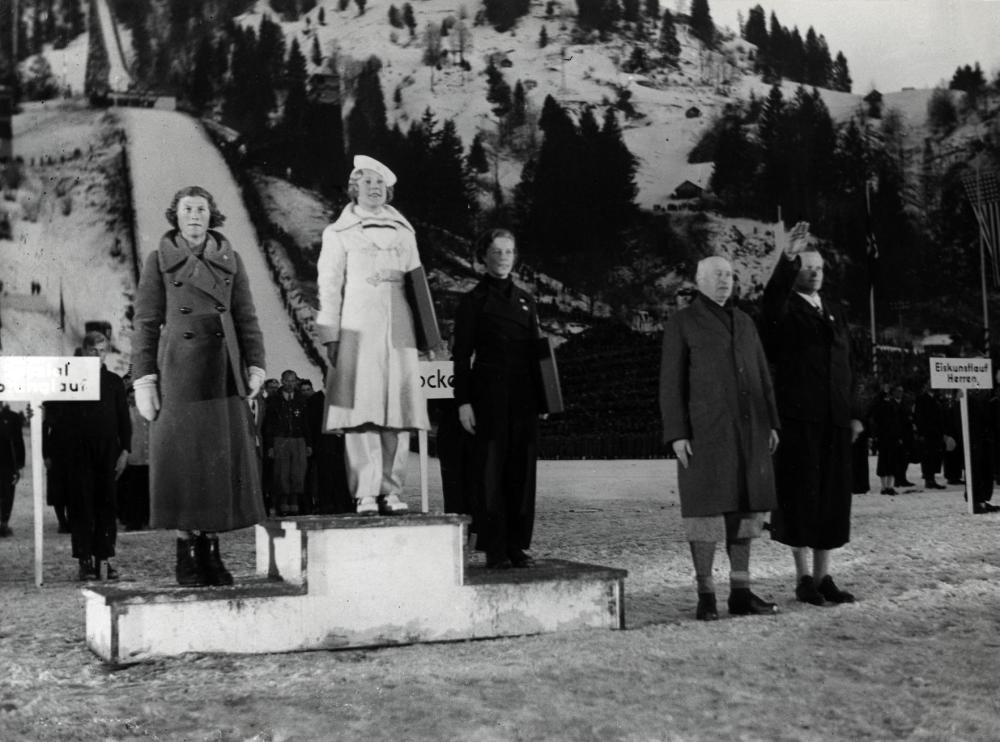
Ceremonia medalowa igrzysk olimpijskich 1936, od lewej Colledge, Sonia Henie i Vivi-Anne Hultén

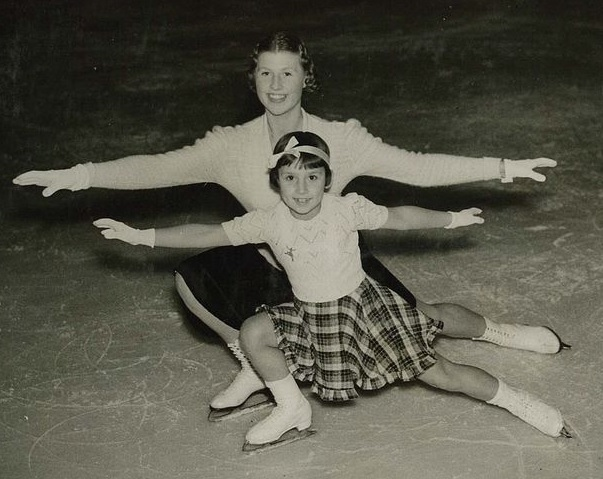
Colledge z młodą Evą Pawlik, późniejszą wicemistrzynią olimpijską 1948 i mistrzynią Europy 1949, podczas treningu w Wiedniu (1937)

Magdalena Cecilia Colledge urodziła się w rodzinie Margaret, córki admirała J.W. Brackenburga, i Lionela Colledge, chirurga Royal Navy, który zdobył sławę na całym świecie dzięki pracy nad rakiem krtani. Mieszkali na Upper Wimpole Street w centrum Londynu.
Colledge pozostaje najmłodszą uczestniczką igrzysk olimpijskich, gdy startując na Zimowych Igrzyskach Olimpijskich 1932 w Lake Placid miała jedynie 11 lat i 73 dni. Zajęła 8. miejsce wśród solistek, a cztery lata później w Berlinie przegrała tylko z Norweżką Sonją Henie.
Podczas II wojny światowej Colledge była kierowcą ambulansu w Londynie. Miała starszego brata o imieniu Maule, który był pilotem wojskowym i dołączył do Royal Air Force Volunteer Reserve tuż przed wojną. Służył w eskadrze 139 „Jamajka” do 14 września 1943 roku kiedy to jego nieuzbrojony samolot Mosquito nie powrócił z misji nad Berlinem. Jego imię zostało uhonorowane w Runnymede Memorial. 
Colledge wróciła do treningów w 1945 roku i po zdobyciu szóstego tytułu mistrzyni Wielkiej Brytanii w 1946 roku rozpoczęła karierę profesjonalną. Występowała w Ice Revues w Nowym Jorku i Londynie, a także była mistrzynią British Open w 1947 i 1948 roku. Na początku lat 50. osiadła w Bostonie i była trenerką łyżwiarstwa w Skating Club of Boston w latach 1952–1995. Jednym z jej najbardziej znanych uczniów był Ronald Ludington, który w 1960 roku wygrał brązowy medal olimpijski w parach sportowych z żoną Nancy Ludington. 
Nigdy nie wyszła za mąż, ale często nosiła broszkę ze skrzydłami RAF otrzymaną od kolegi jej brata, który tak jak on stracił życie podczas wojny. Resztę życia spędziła w Stanach Zjednoczonych, ale jej ostatnim życzeniem było umieszczenie jej prochów w rodzinnym grobowcu w Wielkiej Brytanii.

## Osiągnięcia
| Zawody                        | 1932           | 1933           | 1934           | 1935           | 1936           | 1937           | 1938           | 1939           | 1946           |                |                |                |                |                |                |                |                |
| Międzynarodowe                | Międzynarodowe | Międzynarodowe | Międzynarodowe | Międzynarodowe | Międzynarodowe | Międzynarodowe | Międzynarodowe | Międzynarodowe | Międzynarodowe | Międzynarodowe | Międzynarodowe | Międzynarodowe | Międzynarodowe | Międzynarodowe | Międzynarodowe | Międzynarodowe | Międzynarodowe |
| ----------------------------- | -------------- | -------------- | -------------- | -------------- | -------------- | -------------- | -------------- | -------------- | -------------- | -------------- | -------------- | -------------- | -------------- | -------------- | -------------- | -------------- | -------------- |
| Igrzyska olimpijskie          | 8              |                |                |                | 2              |                |                |                |                |                |                |                |                |                |                |                |                |
| Mistrzostwa świata            | 8              | 5              |                | 2              |                | 1              | 2              |                |                |                |                |                |                |                |                |                |                |
| Mistrzostwa Europy            |                | 2              |                | 3              | 2              | 1              | 1              | 1              |                |                |                |                |                |                |                |                |                |
| Krajowe                       |                |                |                |                |                |                |                |                |                |                |                |                |                |                |                |                |                |
| Mistrzostwa Wielkiej Brytanii | 2              | 2              | 2              | 1              | 1              | 1              | 1              | 1              | 1              |                |                |                |                |                |                |                |                |

## Nagrody i odznaczenia
- Światowa Galeria Sławy Łyżwiarstwa Figurowego – 1980[5]